# Provinzial-Correspondenz
Die Provinzial-Correspondenz war ein halbamtliches preußisches Presseorgan, das von 1863 bis 1884 erschien. Da es in enger Verbindung mit der preußischen Regierung herausgegeben wurde, galt sie wie auch die Neuesten Mitteilungen, die von 1882 bis 1894 erschienen, als Sprachrohr Otto von Bismarcks.

## Die Provinzial-Correspondenz
Die Provinzial-Correspondenz war wie das Literarische Büro (Presseagentur der Regierung) und die Norddeutsche Allgemeine Zeitung der Versuch Bismarcks, in der Zeit des preußischen Heereskonfliktes die Meinungsführerschaft der einflussreichen liberalen Presse zu brechen. Die Provinzial-Correspondenz lieferte wie eine Nachrichtenagentur amtliche Anzeigen, Dokumente wie Verlautbarungen und Parlamentsreden sowie politische Mitteilungen und bildete eine wöchentliche Beilage in den vor allem in den ländlichen Teilen Preußens verbreiteten Kreisblätter. Die kleinen Provinzblätter waren zum großen Teil abhängig von der Provinzial-Correspondenz und übernahmen die politischen Artikel meistens vollständig.
Die Provinzial-Correspondenz war zwar mit einer Auflage von teilweise bis über 150.000 Exemplaren eine der größten Wochenzeitungen ihrer Zeit, erreichte aber nur eine vergleichsweise geringe Gesamtverbreitung. Diese lag zwischen einem Fünftel und einem Drittel der gesamten preußischen Presse.
Als halboffizielles Publikationsorgan fand sie über Preußen hinaus in den übrigen deutschen Staaten und im Ausland Beachtung. Die Provinzial-Correspondenz ergriff offen Partei für Bismarck und trug zur Verbreitung von dessen Ansichten bei. Verantwortlich war der geheime Oberregierungsrat Ludwig Ernst Hahn („Preß-Hahn“). Nachdem diese Art der offenen Propaganda an Wirksamkeit verloren hatte, wurde die Provinzial-Correspondenz eingestellt.

## Neueste Mittheilungen
Die indirekte Nachfolge mit einem gänzlich anderen Konzept traten die Neuesten Mittheilungen an. Die Gründung erfolgte als Reaktion der schweren Wahlniederlage von Regierung und Konservativen bei der Reichstagswahl von 1881. Finanziert wurde das Organ aus Geldern von Bismarcks geheimen Reptilienfonds. Diese Finanzierung wie auch die regierungsnahe Stellung wurden allerdings verschleiert, so dass die Parteinahme für die Bismarcksche Politik nicht so offensichtlich war.

## Digitalisierung
Die Staatsbibliothek zu Berlin hat im Rahmen des Projektes „Digitalisierung der Amtspresse Preußens“ eine Onlineausgabe der Provinzial-Correspondenz und der Neuesten Mittheilungen zur freien Benutzung bereitgestellt. Die Hauptartikel sämtlicher Ausgaben sind als kurze Regesten in einem strukturierten Sach- und geographischen Index vollständig erschlossen. Ergänzt werden die Originaltexte durch Kurzbiographien der erwähnten Personen und Erläuterungen der Ortsnamen.